# Kühndorf
Kühndorf település Németországban, azon belül Türingiában. Lakosainak száma 890 fő (2023. december 31.).

## Népesség
A település népességének változása:
| Lakosok száma | 928  | 924  | 900  | 899  | 890  |
|               | 2017 | 2019 | 2021 | 2022 | 2023 |